# Hippolyte Buffenoir
Hippolyte-François-Philibert Buffenoir (16 octobre 1847 à Vougeot (Côte-d'Or) - 3 juillet 1928 à Paris) est un professeur de philosophie, historien, écrivain et poète français.

## Biographie
Né le 16 octobre 1847 à Vougeot (Côte-d'Or) dans une famille de jardiniers, il suit des études classiques au petit séminaire de Plombières (Côte-d'Or), avant d'enseigner la philosophie dans cette ville. Il ne tarde pas à quitter sa Bourgogne natale en 1873 pour aller à Paris y cultiver la littérature et la philosophie.
Hippolyte Buffenoir lance l'hebdomadaire Le Réveil littéraire et artistique dont il est rédacteur en chef dès le 1er novembre 1875. Cet hebdomadaire n'aura pas de vie longue, il s'arrêtera le 15 janvier 1876, mais il permettra à Hippolyte Buffenoir de rencontrer d'autres écrivains comme François Coppée ou Anatole France et de découvrir son attrait pour Jean-Jacques Rousseau dont il deviendra spécialiste.
Il entre réellement dans la vie littéraire en 1876 avec un livre de vers Premiers Baisers qui attire l'attention de la critique. Suivent les Allures viriles, texte en vers et prose alternés, puis Robespierre, évocation du tribun et de la révolution, enfin Vie ardente, Cris d'amour et d'orgueil et Pour la gloire, des poésies que le critique de la Revue britannique qualifièrent de poésies les plus touchantes et les plus sincères qui aient paru depuis Alfred de Musset et que le poète Théodore de Banville, à qui Buffenoir avait envoyé son Cris d'amour et d'orgueil, qualifia son auteur dans une lettre du 18 mars 1887 de véritable talent.
En 1887, il publie son premier roman, Les Drames de la place de Grève, suivi d'un deuxième et dernier roman Le Député Ronquerolle considéré comme autobiographique. Il collabore dans des revues littéraires ou des journaux tels que Le Figaro illustré, le Supplément littéraire du Figaro, la Revue du monde latin où la Nouvelle Revue européenne. Mais il se distinguera réellement grâce à ses travaux sur Jean-Jacques Rousseau dont il tirera les ouvrages intitulés Jean-Jacques Rousseau et les femmes (1891), Jean-Jacques Rousseau et la haute société de son temps (1908), Jean-Jacques Rousseau et Henriette (1909), Le Prestige de Jean-Jacques Rousseau (1910).
Ainsi Hippolyte Buffenoir a été tour à tour poète, romancier, historien, journaliste littéraire et le philosophe est revenu vers la fin de sa vie dans Les Confessions d'un homme de lettres, une autobiographie romancée où il retrace ses souvenirs depuis son arrivée à Paris.
Il meurt à Paris le 3 juillet 1928 après avoir reçu le prix Vitet de l'Académie française.

## Pour approfondir